# Christopher Martin-Jenkins
Christopher Dennis Alexander Martin-Jenkins, también conocido como CMJ (20 de enero de 1945 - 1 de enero de 2013), fue un periodista de críquet y  presidente del Marylebone Cricket Club. También fue comentarista para Test Match Special en BBC Radio hasta que fue diagnosticado con cáncer en enero de 2012.

## Vida
Conoció a Judy Hayman en Cambridge y se casaron en 1970. Tuvieron dos hijos, James y Robin, y una hija, Lucy. Robin Martin-Jenkins jugó críquet de campo para Sussex antes de retirarse en 2010, mientras que su hermano mayor, James, jugó críquet de club para los Radley Rangers desde 1993 hasta 2006.

## Muerte
Durante 2009 y 2010, la salud de Martin-Jenkins parecía estar disminuyendo cuando tuvo un ataque grave de neumonía, seguido por hepatitis aguda. Posteriormente fue diagnosticado con cáncer terminal en enero de 2012, poco después regresando de ser comentarista en los Emiratos Árabes Unidos y fue obligado a abandonar Test Match Special debido a su enfermedad. Murió de cáncer en la mañana del 1 de enero de 2013.
Un comunicado de su familia dijo: "Christopher murió pacíficamente en su casa esta mañana después de su valiente resistencia al cáncer. La familia está muy orgullosa de todo lo que hizo para pasar su amor del críquet a todo el mundo con su regalo de comunicarse a través de palabra hablada y escrita. Él era un gran esposo, hermano, padre y abuelo."